# Тортоліта (Аризона)
Тортоліта (англ. Tortolita) — переписна місцевість в окрузі Піма, штат Аризона, США.

## Демографія
Станом на липень 2007 на території мешкало 4392 осіб.
Чоловіків — 2192 (49.9 %);

Жінок — 2200 (50.1 %).
Медіанний вік жителів: 39.0 років;
по Аризоні: 34.2 років.
Середній вік чоловіків — 51.3 років;

середній вік жінок — 51.0 років.
Осіб віком до 18 років — 18,7 %;

Осіб віком понад 65 років — 19,9 %.

### Доходи
Розрахунковий медіанний дохід домогосподарства в 2009 році: $66,232 (у 2000: $57,136);
по Аризоні: $48,745.
Розрахунковий дохід на душу населення в 2009 році: $31,473.
Відсоток осіб, що живуть за межею бідності: 4,7 %.
Безробітні: 5,4 %.

### Освіта
Серед населення 25 років і старше:
Середня освіта або вище: 92,3 %;

Ступінь бакалавра або вище: 36,2 %;

Вища або спеціальна освіта: 15,1 %.

### Расова / етнічна приналежність
Білих — 3,213 (76.9 %);

 Латиноамериканців — 828 (19.8 %);

 Афроамериканців — 103 (2.5 %);

 Відносять себе до 2-х або більше рас — 23 (0.6 %);

 Індіанців — 11 (0.3 %).

## Нерухомість
Розрахункова медіанна вартість будинку або квартири в 2009 році: $377,479 (у 2000: $164,400);
по Аризоні: $187,700.
Медіанна орендна плата в 2009 році: $808.